# أركان حرب الجيش الإسرائيلي

علم ركان الحرب في الجيش الاسرائيلي

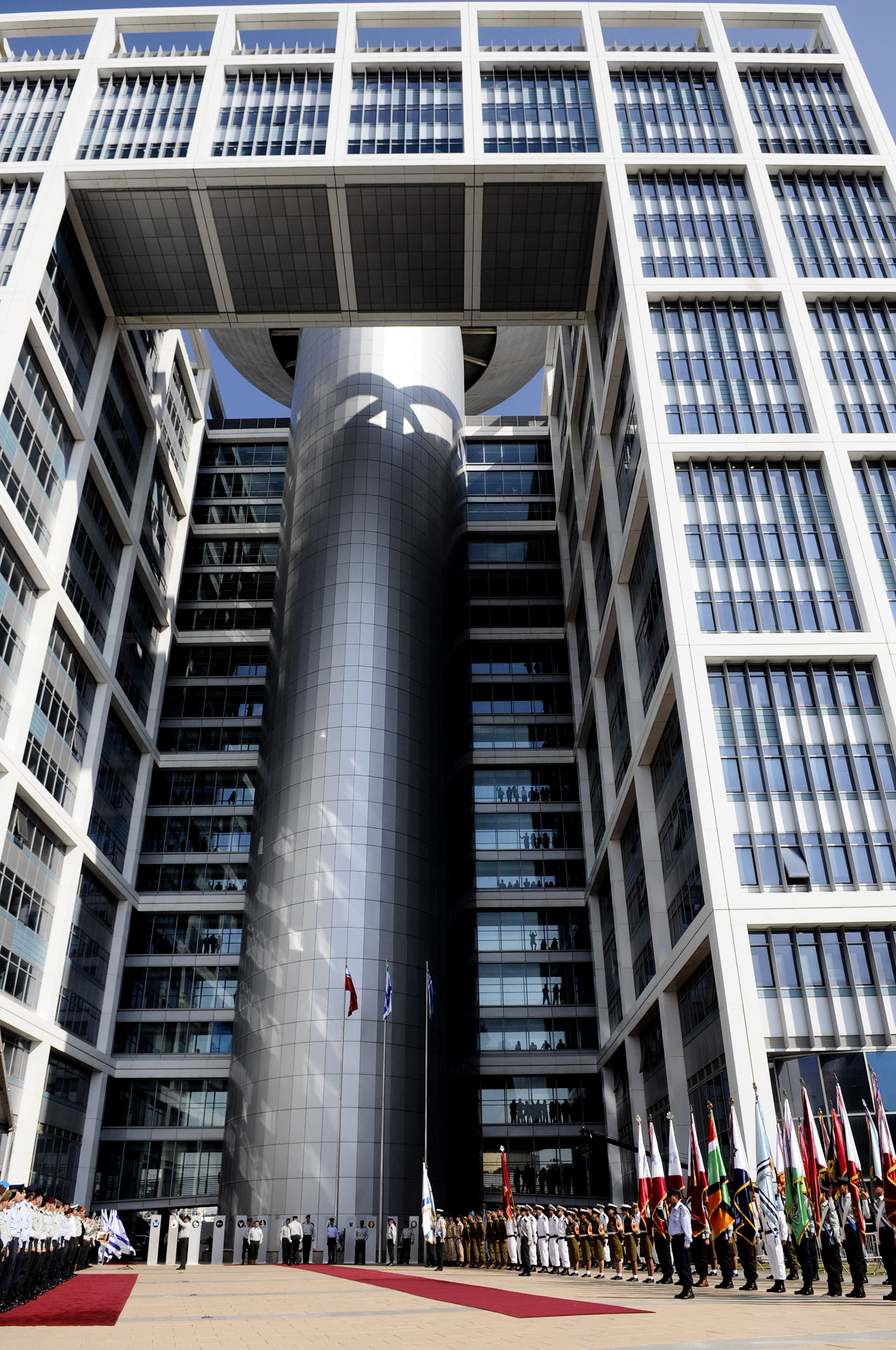
حرس الشرف في مقر الجيش الإسرائيلي لأركان حرب المنتهية ولايته غابي اشكنازي

أركان حرب الإسرائيلي أو متكال (بالعبرية: המטה הכללי של צה"ל همتا هكللي شل تسهيل) تختصر باللفظ العبري متكال (بالعبرية: המטכ"ל)، هي قيادة رفيعة المستوى لضباط المعاونين لقائد التشكيل العسكري .

## أعضاء
غالبية أعضاء في المنتدى الأركان العامة من ضباط المرتبة الوف ورؤساء الهيئات العسكرية والمدنية التالية: